# Saint-David-de-Falardeau
Saint-David-de-Falardeau es un municipio canadiense situado en la provincia de Quebec.

## Superficie
Saint-David-de-Falardeau tiene una superficie de 398,25 km².

## Demografía
En 2021, tenía 2996 habitantes, una densidad poblacional de 7,5 hab./km², y 2250 viviendas.